# Piano Baker (Sahara Occidentale)
Il Piano Baker, precedentemente noto come Peace Plan for Self-Determination of the People of Western Sahara, è un'iniziativa promossa dall'Organizzazione delle Nazioni Unite al fine di garantire l'autodeterminazione del Sahara Occidentale.
La prima bozza, informalmente nota come Baker I, fu portata avanti da James Baker nel 2000, ma non venne ufficialmente presentata; in seguito vi fu una seconda bozza del piano, Baker II, sebbene successivamente il piano Baker sembri essere stato abbandonato.